# Mankind – Die Geschichte der Menschheit
Mankind – Die Geschichte der Menschheit (Originaltitel: Mankind: The Story of All of Us) ist eine dokumentarische Fernsehserie des Spartensenders History in den USA. Die 2012 produzierte, zwölfteilige Serie behandelt die Menschheitsgeschichte vom Ursprung des Homo sapiens vor rund 200.000 Jahren bis zur Gegenwart.
Die Erzählstimme in der Originalversion sprach Josh Brolin. Als deutscher Sprecher wirkte Hannes Jaenicke.

## Inhalt
In der Serie wird die Geschichte der Menschheit anhand bedeutender Episoden erzählt. Die aufwändig gedrehten und mit Computeranimationen angereicherten Szenen handeln mehrheitlich von Kriegen, Krankheiten sowie Erfindungen und Entdeckungen. Sie zeigen Entwicklungen auf, welche alle Kontinente gleichermaßen betreffen. Der Schwerpunkt liegt in den ersten sechs Folgen jedoch auf der sogenannten Alten Welt, danach eher auf der sogenannten Neuen Welt. Zwischen den dokumentarischen Szenen kommen der amerikanische Fernsehjournalist Brian Williams und Fachexperten, unter anderem für Medizin- und Militärgeschichte, kommentierend zu Wort.

## Episoden
| Folge | Titel (Originaltitel)                   | Alternativer Titel            | Deutsche Erstausstrahlung |
| ----- | --------------------------------------- | ----------------------------- | ------------------------- |
| 01    | Wie alles begann (Seeds Of Change)      | Homo Sapiens Superstar        | 18. November 2012         |
| 02    | Aufbruch (Iron)                         | Zeiten des Aufbruchs          | 18. November 2012         |
| 03    | Aufstieg und Fall (Rise Of the Empire)  | Aufstieg des Imperiums        | 25. November 2012         |
| 04    | Halbmond und Kreuz (Fall Of the Empire) | Kreuz gegen Halbmond          | 25. November 2012         |
| 05    | Krieg und Krisen (The Plague)           | Kriege und Katastrophen       | 02. Dezember 2012         |
| 06    | Neuanfang (Rebirth)                     | Neue Chancen                  | 02. Dezember 2012         |
| 07    | Völker und Kulturen (The Others)        | Neue Welten und alte Kulturen | 09. Dezember 2012         |
| 08    | Welthandel (The World Tilts West)       | Globaler Handel               | 09. Dezember 2012         |
| 09    | Aufschwung und Fortschritt (Wilderness) | Ein neues Zeitalter           | 16. Dezember 2012         |
| 10    | Revolution (Revolution)                 | Große Revolutionen            | 16. Dezember 2012         |
| 11    | Innovation und Wandel (Speed)           | Die Welt wird modern          | 23. Dezember 2012         |
| 12    | Das Ende der Reise (New Frontiers)      | Vergessen oder Ewigkeit       | 23. Dezember 2012         |